# دا لو
دا لو (بالبرتغالية: Da Lou‏) هي مغنية برازيلية، ولدت في 13 سبتمبر 1983 في ريو دي جانيرو في البرازيل.